# Rivolte di Newark del 1967
Le rivolte di Newark del 1967 furono una delle 159 rivolte razziali che coinvolsero diverse città degli Stati Uniti in quella che venne definita dai giornali la "lunga estate calda del 1967". La rivolta avvenne nella città di Newark, New Jersey tra il 12 ed il 17 luglio, 1967. I 4 giorni di rivolta provocarono la morte di 26 persone e centinaia di feriti gravi. Furono riportati gravi danni alle proprietà, tra cui vetrine in frantumi e incendi dolosi, lasciando danneggiata o distrutta una gran parte della città. Al culmine del conflitto, la Guardia Nazionale fu chiamata a controllare la situazione con l'impiego di carri armati e altri mezzi militari, portando ad immagini che furono considerate particolarmente scioccanti quando apparvero sulla stampa nazionale. All'indomani delle rivolte, Newark fu rapidamente abbandonata da molti residenti della classe media e benestante, così come da gran parte della sua popolazione bianca della classe operaia. Questa fuga accelerata ha portato a un periodo di decenni di disinvestimento e di degrado urbano, compreso l'aumento del tasso di criminalità e dell'attività delle gang.
I disordini rappresentarono il culmine di un conflitto che si protraeva da tempo tra elementi dell'allora crescente popolazione afroamericana della città, che era recentemente diventata una maggioranza numerica, e il suo vecchio establishment politico, che rimaneva dominato da membri di gruppi etnici bianchi (specialmente italiani, ebrei e irlandesi americani) che avevano guadagnato un punto d'appoggio politico a Newark durante le generazioni precedenti. La corruzione endemica nel governo locale, combinata con il diffuso pregiudizio razziale, ha probabilmente contribuito all'impossibilità, prima del 1967, di includere uno spaccato più rappresentativo della popolazione nera della città nella sua struttura di potere politico.

## I fatti

### 12 luglio
Le rivolte di Newark del 1967 furono la risposta all'eccessiva forza usata dalla polizia di Newark nel pestaggio del tassista afro-americano John Smith.
Questi disordini e cambiamenti sociali esplosero quando due agenti di polizia bianchi di Newark, John DeSimone e Vito Pontrelli, arrestarono il tassista di colore, John William Smith, nella sera del 12 luglio. Dopo aver segnalato, Smith superò la doppia auto della polizia parcheggiata, dopo di che fu inseguito e trascinato dagli ufficiali. Fu arrestato, picchiato dagli ufficiali e portato al 4 ° Distretto di polizia, dove fu accusato di aver aggredito gli agenti.
I residenti di Hayes Homes, un grande progetto di edilizia popolare, videro Smith essere trascinato dagli agenti, e delle voci diffusero che fosse stato picchiato a morte mentre era sotto la custodia della polizia. Smith infatti fu rilasciato sotto la custodia del suo avvocato. La voce, tuttavia, si diffuse rapidamente e una grande folla si formò presto fuori dal distretto.  A questo punto, i resoconti variano, con alcuni che dicono che la folla ha lanciato pietre attraverso le finestre del distretto e la polizia si è precipitata fuori indossando elmetti e portando mazze. Altri dicono che la polizia si è precipitata fuori dalla loro stazione prima di affrontare la folla, e poi hanno iniziato a gettare mattoni, bottiglie e rocce.

### 13 luglio
In questo giorno, viene organizzata una marcia di protesta contro la brutalità della polizia in città. Durante la manifestazione, una donna sconosciuta ha frantumato le finestre del 4 ° distretto con una barra di metallo: Presto cominciarono azioni di saccheggio che si diffusero sulla via  Springfield Avenue, nel distretto Affari.
Bottiglie Motolov furono gettati nei negozi e interi edifici andarono a fuoco.
Un'auto venne bruciata e a breve un poliziotto fu ferito da un mattone lanciato.
In tutta risposta furono sparati dei colpi d'arma da fuoco dai poliziotti.
Da mezzanotte, i saccheggi si diffusero anche in altre aree della città. L'una fu ordinato ai poliziotti di sparare se necessario Entro le prossime due ore, la Guardia Nazionale e le truppe di stato furono inviate per affrontare la folla.

### 15 luglio
La sera del 15 luglio, una donna di nome Rebecca Brown fu uccisa a colpi di fucile attraverso la finestra del suo appartamento al secondo piano. La morte di Rebecca istigò nuovamente una più forte reazione. Al sesto giorno rivolte, saccheggi, violenza e distruzione portarono alla morte di 16 civili, 8 sospetti, un poliziotto e un pompiere morti; 353 civili, 214 sospetti, 67 poliziotti, 55 pompieri e 38 militari feriti e 689 civili e 811 persone arrestate con l'accusa di danni alla proprietà del valore di 10 milioni di dollari. Le rivolte sollecitarono una forte risposta da parte delle forze dell'ordine, che dispiegarono 7917 persone tra poliziotti e Guardia Nazionale portando a 1465 arresti e 26 morti. Nello sforzo di contenere le rivolte ogni sera alle 18:00  le vie Bridge Street e Jackson Street Bridges lungo il fiume Passaic tra Newark e Harrison venivano chiuse fino al mattino.

## Conseguenze
La rivolta causò circa 10 milioni di dollari di danni e distrusse la reputazione di Newark.

## Nella cultura di massa
Le rivolte furono rappresentate nel romanzo del 1997 di Philip Roth American Pastoral e nel film, adattato dal romanzo del 2016 diretto da Ewan McGregor, con Jennifer Connelly e Dakota Fanning.
Gli eventi fanno da sfondo ad una sezione del romanzo del 2017 4 3 2 1 di Paul Auster.
I disordini di Newark vengono citati di sfuggita nel settimo episodio della serie televisiva I Soprano intitolato "Padri e Figli", quando Tony Soprano parla della sua infanzia alla Dottoressa Melfi.
Revolution '67 è un documentario sulla rivolta nominato ai premi Emmy, dei produttori Marylou and Jerome Bongiorno. Fu trasmesso sulla PBS nel 2007 come parte della sua serie tv POV ed esamina le cause ed i risultati delle rivolte.
Delle rivolte parla anche il film del 2021 I molti santi del New Jersey (The Many Saints of Newark).